# Argyrosomus
Genre
Argyrosomus est un genre de poissons téléostéens de la famille des Sciaenidae, de l'ordre des Perciformes. Plusieurs membres de ce genre sont appelés "maigres".

## Espèces
- Argyrosomus amoyensis (Bleeker, 1863) - maigre d'amoy
- Argyrosomus beccus Sasaki, 1994
- Argyrosomus coronus Griffiths & Heemstra, 1995
- Argyrosomus heinii (Steindachner, 1902) - maigre arabe
- Argyrosomus hololepidotus (Lacepède, 1801) - maigre africain
- Argyrosomus inodorus Griffiths & Heemstra, 1995
- Argyrosomus japonicus (Temminck & Schlegel, 1843) - maigre japonais
- Argyrosomus regius (Asso, 1801) - courbine, maigre commun
- Argyrosomus thorpei Smith, 1977 - maigre d'Afrique du Sud